# 宮園拓夢
宮園 拓夢（みやぞの たくむ、6月20日 - ）は、日本の男性声優。兵庫県出身。青二プロダクション所属。

## 略歴
大阪芸術大学放送学科声優コース卒業。

## 人物
趣味は民俗学、オカルト全般、テーブルトークRPG、将棋、読書、美術（仏像、浮世絵）鑑賞をそれぞれ挙げている。
特技は殺陣、アクション、日本画、彫刻、シナリオ執筆、スーツ造形（特撮、怪人等）をそれぞれ挙げている。
資格・免許は実用英語技能検定準2級、日本漢字能力検定準2級、普通自動車運転免許をそれぞれ持っている。
方言は関西弁。

## 出演
太字はメインキャラクター。

### テレビアニメ
2017年
- 血界戦線 & BEYOND（組長）
- 妖怪アパートの幽雅な日常（男子生徒B）

2018年
- ONE PIECE（2018年 - 2025年、兵士、砲弾、部下、兵士達、カカオ島の住人 他）
- バキ（会員）
- ONE PIECE エピソードオブ空島
- ムヒョとロージーの魔法律相談事務所（魔法律家）
- ソードアート・オンライン アリシゼーション（2018年 - 2020年、操縦士、ダンパ、衛士） - 3シリーズ

2019年
- どろろ（兵B、村人C、農民、見張り、鬼神 他）
- 盾の勇者の成り上がり（兵士)
- ちびまる子ちゃん（2019年 - 2025年、風船屋、店主、郵便屋さん、フランス人、高橋さん 他）
- 彼方のアストラ（貴族B）
- Fairy gone フェアリーゴーン（警備員）
- Fate/Grand Order -絶対魔獣戦線バビロニア-（副官）
- GRANBLUE FANTASY The Animation Season 2（研究員）

2020年
- ダーウィンズゲーム（機動隊指揮官）
- アサティール 未来の昔ばなし（2020年 - 2024年、兵士、町人、教師、悪党、野菜売り） - 2シリーズ
- 八男って、それはないでしょう!（ワーレン）
- Re:ゼロから始める異世界生活（治療師）
- 名探偵コナン（鮪仲卸業者）
- ドラえもん（テレビ朝日版第2期）（2020年 - 2023年、父親、業者(3)、TVの先生）
- もっと!まじめにふまじめ かいけつゾロリ（2020年 - 2022年、カイブッツー、ブタくん、ヤキーモ、テツゴロウ、ドルポンド 他） - 3シリーズ
- ハイキュー!! TO THE TOP（大耳練）
- トニカクカワイイ（アナウンス）
- 魔女の旅々（こっちの村の村人たち）
- キングスレイド 意志を継ぐものたち（オーク2）

2021年
- オルタンシア・サーガ（ナレーション、兵士、教会騎士、王国騎士）
- 進撃の巨人（マーレ兵、兵団幹部）
- 弱キャラ友崎くん（電車のアナウンス）
- SHAMAN KING（2021年 - 2022年、クラスメイト、シルバーウィング、シルバーロッド、シルバーシールド、シルバーテイル、シルバーホーン、ポンチ、緊縛上等、サベージ・パン、ルル、ポーフ・グリフィス、ヤイナゲ 他）
- 幼なじみが絶対に負けないラブコメ（先生）
- SSSS.DYNAZENON（教師α）
- マジカパーティ（2021年 - 2022年、ジャグージャ、ソラヤンマ）
- 蜘蛛ですが、なにか?
- 僕のヒーローアカデミア（2021年 - 2024年、スライディン・ゴー、エンデヴァーのサイドキック、サラーム、トガの父親） - 3シリーズ
- 不滅のあなたへ（実況の男）
- ひぐらしのなく頃に卒（友人）
- D_CIDE TRAUMEREI THE ANIMATION（裁判長）
- 先輩がうざい後輩の話（散歩中のおじさん、不良A）
- テスラノート（マフィア3）
- デジモンゴーストゲーム（2021年 - 2022年、金融長官、父親、役員）
- 見える子ちゃん（ペットショップ店長）
- 吸血鬼すぐ死ぬ（ジョンファンクラブB）
- 境界戦機（不動ツヨシ）
- 舞妓さんちのまかないさん（観光客）

2022年
- 異世界美少女受肉おじさんと（森の守護者、村長、店主、イカ頭巾、信徒 他）
- プラチナエンド（男性D）
- 天才王子の赤字国家再生術（ローガン）
- ハコヅメ〜交番女子の逆襲〜（福島）
- ダンス・ダンス・ダンスール（場内アナウンス）
- 乙女ゲー世界はモブに厳しい世界です（空賊、使用人）
- ニンジャラ（ギャルソン、シスラー）
- それでも歩は寄せてくる（用務員）
- マブラヴ オルタネイティヴ（国連軍衛士、尋問官、男性教師、帝国軍衛士、アナウンサー）
- チェンソーマン（乗客A）
- 機動戦士ガンダム 水星の魔女（ボディガード）

2023年
- 僕とロボコ（ゴリラ、ドミ夫、審判）
- スパイ教室
- ポケットモンスター（ロイの担任教師）
- ライザのアトリエ 〜常闇の女王と秘密の隠れ家〜（古老）
- 白聖女と黒牧師（おじさん）
- ゾン100〜ゾンビになるまでにしたい100のこと〜（ゾンビC）
- あやかしトライアングル（香炉木獅子丸）
- 婚約破棄された令嬢を拾った俺が、イケナイことを教え込む（グロー手下）
- MFゴースト（2023年 - 2024年、前園和宏、ミハイルセコンド、事務員B） - 2シリーズ

2024年
- 望まぬ不死の冒険者（ギルド職員）
- SHAMAN KING FLOWERS（ポンチ、震電）
- 愚かな天使は悪魔と踊る（バーテンダー）
- ぶっちぎり?!（魅那斗會、男子生徒）
- 転生したらスライムだった件（大臣4、兵士A）
- シンカリオン チェンジ ザ ワールド（2024年 - 2025年、変形音声、経営者、司会者）
- 無職転生 II 〜異世界行ったら本気だす〜（店員）
- 逃げ上手の若君（瀬太郎）
- キン肉マン 完璧超人始祖編（観客、リングドクター）
- 狼と香辛料 MERCHANT MEETS THE WISE WOLF（村人）
- ネガポジアングラー（伝説の釣り人）

2025年
- グリザイア:ファントムトリガー（テロリスト）
- スライム倒して300年、知らないうちにレベルMAXになってました ～そのに～（火山灰の精霊）
- 神統記（テオゴニア）（コロル族）
- カラオケ行こ!（泣きぼくろ）

### 劇場アニメ
- 斗え!スペースアテンダントアオイ（2019年、師匠、クラーケ）
- ドラゴンクエスト ユア・ストーリー（2019年、兵士、魔物）
- ジョゼと虎と魚たち（2020年）
- 劇場版 美少女戦士セーラームーンEternal（2021年、オペレータ）
- 僕のヒーローアカデミア THE MOVIE ワールド ヒーローズ ミッション（2021年、サラーム）
- 映画かいけつゾロリ ラララ♪スターたんじょう（あかなめ）

### OVA
- ストライク・ザ・ブラッド IV（2021年、男性）

### Webアニメ
- Pokémon Evolutions（2021年、TVアナウンサー / 場内アナウンス）
- ULTRAMAN（2022年、レブ星人）
- スポGOMI まちの絆づくり編（2023年、大会司会者）
- 幼女社長R（2023年、サラリーマンD、ガチャ音）
- PLUTO[11]（2023年、アナウンサー）

### ゲーム
2017年
- 逆転オセロニア（ガエタノ）

2018年
- 真・三國無双8
- 無双OROCHI 3

2021年
- ソロモンプログラム（ギシキ）
- ルーンファクトリー5（ハインツ）
- 戦国無双5（斎藤義龍）
- オーバーエクリプス（レグルス、ミラ）
- METALLIC CHILD（フェイスレス）
- ハースストーン (カートラス・アッシュフォールン)
- ブレイブリーデフォルトII（フォッソ）
- COUNTER:SIDE（ライアン・フェリエー、エディー・フィシャー、マーク・フィンリー）

2022年
- 夢職人と忘れじの黒い妖精（チェル）
- モンスターストライク（2022年 - 2025年、アルゴス、オオクチノマカミ、ユビレギリ）
- コードギアス 反逆のルルーシュ ロストストーリーズ

2023年
- ドラゴンボールZ カカロット
- OCTOPATH TRAVELER II
- ライザのアトリエ3 〜終わりの錬金術士と秘密の鍵〜（古老）
- ゼノブレイド3（キュー）

2024年
- ペルソナ3 リロード（江古田）
- ORE'N（青脈のマズル / 廃脈のマズル）

### デジタルコミック
- dTV・バトルスタディーズ（2018年、ムービーコミック、日向進）
- 空っぽ聖女として捨てられたはずが、嫁ぎ先の皇帝陛下に溺愛されています（2024年、男性 他[25]）
- ORE'N MONSTER CHRONICLE ミサンガルート（2024年、インタラクティブコミック、青脈のマズル[26]）

### 吹き替え
- 死霊のえじき -ブラッドライン-（ジェフ〈ブライアン・テレンス〉）
- 宇宙船レッド・ドワーフ号 シーズン12（インセンス〈ニック・リード〉[27]）
- Reboot ガーディアンコード（ダレスキー）

### 特撮
- 4週連続スペシャル スーパー戦隊最強バトル!!（2019年、レジェンド戦士）
- 仮面ライダーBLACK SUN（2022年10月28日、創世王の声）

### テレビ番組
- BS1スペシャル 特別編 欲望の資本主義（声の出演）
- アニマックス VART-声優たちの新たな挑戦-シーズン1（ヴィンセント）

### ナレーション
- 明日どこ!?DX
- EXD44 超ハイカロリーグルメ
- 大使館⭐︎晩餐会
- チャンスの時間
- 爆笑問題&霜降り明星のシンパイ賞!!
- 橋本マナミの東京はいすぺ女子図鑑
- 出発進行!ご当地鉄道（2022年10月 - 、トゥエルビ）
- ぜにいたち
- かまいたちの笑賭け

### ボイスオーバー
- アメージパング!
- チャンスの時間
- 陸海空 地球征服するなんて イケメンマネーウォーズ

### オーディオブック
- Audible
  - 浮世の画家（2019年、朗読）
- audiobook.jp
  - スマホを落としただけなのに 囚われの殺人鬼（2020年、朗読）
  - きいろいゾウ（2020年、つよし）
  - invert 城塚翡翠倒叙集（2022年、狛木繁人[28]）
  - 成瀬は天下を取りにいく（2024年、成瀬の父[29]）
  - 成瀬は信じた道をいく（2024年、成瀬慶彦[30]）

### その他コンテンツ
- バトルスタディーズ  ムービーコミック（2018年、日向）
- 戦国無双 15周年記念イベント 朗読劇 〜関ヶ原の戦い〜（2019年、北条家臣〈伝令〉[31]）
- 伊藤美来×豊田萌絵『声優ラジオのウラオモテ』PV（2020年、ナレーション・男性[32]）

### シリーズ一覧
1. ↑  前半『アリシゼーション』（2018年）、後半『アリシゼーション War of Underworld』第1クール（2019年）、後半『アリシゼーション War of Underworld』第2クール（2020年）
2. ↑  第1作（2020年）、第2作『アサティール2 未来の昔ばなし』（2024年）
3. ↑  第1シリーズ（2020年）、第2シリーズ（2021年）、第3シリーズ（2022年）
4. ↑  第5期（2021年）、第6期（2022年）、第7期（2024年）
5. ↑  1st Season（2023年）、2nd Season（2024年）

### 初出話一覧
1. ↑  第1488話初出
2. ↑  第1202話初出
3. ↑  第1211話初出
4. ↑  第12228話初出
5. ↑  第1239話初出
6. ↑  第1327話初出
7. 1 2  第1話初出
8. 1 2 3 4  第2話初出
9. 1 2 3 4  第4話初出
10. ↑  第5話初出
11. ↑  第10話初出
12. ↑  第49話初出
13. ↑  第67話初出
14. ↑  第37話初出
15. ↑  第9話初出
16. ↑  第25話初出
17. ↑  第14話初出
18. ↑  第12話初出
19. ↑  第7話初出
20. ↑  第11話初出
21. ↑  第21話初出
22. ↑  第3話初出